# Skupnost LGBT
Skupnost LGBT (tudi GLBT), včasih pomotoma imenovana tudi gejevska skupnost, je ohlapno opredeljena kot skupina lezbijk, gejev, biseksualnih in transspolnih ljudi (LGBT) in pa oseb, organizacije in subkultur, ki podpirajo njihove pravice in ki jih združujejo skupna kultura in družbena gibanja. Te skupnosti na splošno slavijo ponos, različnost, individualnost in spolnost. Aktivisti in sociologi LGBT vidijo vzpon skupnosti LGBT kot poravnava za heteroseksizem, homofobijo, bifobijo, transfobijo, seksualizem in konformistične pritiske, ki obstajajo v širši družbi. Izraz gejevski ponos se uporablja za izražanje identitete in kolektivne moči skupnosti LGBT; parade ponosa so odličen primer uporabe in ponazoritve splošnega pomena izraza. Skupnost LGBT je v politični pripadnosti raznolika. Ne vsi posamezniki LGBT se štejejo za člane skupnosti LGBT.
Skupine, ki se lahko štejejo kot del skupnosti LGBT, vključujejo gejevske četrti, organizacije za pravice LGBT, skupine zaposlenih LGBT v podjetjih, skupine učencev LGBT v šolah in univerzah in verske skupine za sprejem oseb LGBT.
Skupnosti LGBT se lahko organizirajo v gibanja za državljanske pravice, ki opozarjajo na pravice LGBT, v različnih krajih po svetu ali pa so njihovi podporniki.

## Terminologija
LGBT ali GLBT je kratica za lezbijke, geje, biseksualce in transspolne osebe . Izraz, ki se uporablja od devetdesetih let prejšnjega stoletja, je priredba začetnice LGB, ki se je uporabljala za nadomestitev izraza gej – ki se je nanašala na skupnost kot celoto – začelo se je v različnih oblikah, največ v zgodnjih devetdesetih letih prejšnjega stoletja. 
Čeprav je gibanje vedno vključevalo vse LGBT osebe,pa je bil od petdesetih do zgodnjih osemdesetih let prejšnjega stoletja za vse, enotni izraz gej (glej Osvoboditev gejev ). V sedemdesetih in osemdesetih letih prejšnjega stoletja so številne skupine z lezbijkami in profeministično politiko dajale prednost bolj reprezentativnima izrazoma lezbijke in geji .  V začetku devetdesetih let, ko se je pojavilo vse več skupin, ki temeljijo na lezbijkah, gejih, biseksualcih in transspolnih (LGBT), se je izraz queer vse bolj uveljavljal kot enobesedna alternativa vedno daljšemu nizu začetnic, uporabljale so ga predvsem radikalne politične skupine, od katerih so nekatere izraz »queer« uporabljale že od osemdesetih let. 
Akronim, kot je LGBTQ, je bil v devetdesetih letih prejšnjega stoletja sprejet v mainstream  kot krovni izraz za označevanje tem o spolnosti in spolni identiteti . Na primer, Projekt za napredovanje gibanja LGBT je v obsežnih študijah takšnih centrov po Združenih državah Amerike skupnostne centre, ki ponujajo storitve, specifične za člane skupnosti LGBT, poimenoval "skupnostni centri LGBT". 
Z akronimom LGBT je poudarjena raznolikost spolnosti in kultur, ki temelji na spolni identiteti. Lahko se nanaša na vsakogar, ki ni heteroseksualen ali necisspolen, namesto izključno na osebe, ki so lezbijke, geji, biseksualci ali transseksualci.  Temu so kmalu dodali  črko Q za tiste, ki se identificirajo kot queer ali dvomijo o svoji spolni identiteti; Tako se jeizraz LGBTQ začel uporabljati že leta 1996.  
Nesoglasje o tem, katera natančna formulacija je najboljša, je v današnjem času še vedno prisotno.  Nekateri celo predlagajo dodajanje več črk, da bi bile vse skupine zajete v en akronim.  Nasprotniki pa trdijo, da dodajanje črk implicitno izključuje druge ali slabša prepoznavnost blagovne znamke.
1. 1 2  Hoffman, Amy (2007). An Army of Ex-Lovers: My life at the Gay Community News. University of Massachusetts Press. str. 79–81. ISBN 978-1558496217.
2. ↑  Ferentinos, Susan (16. december 2014). Interpreting LGBT History at Museums and Historic Sites (v arabščini). Rowman & Littlefield. ISBN 978-0-7591-2374-8. Arhivirano iz prvotnega spletišča dne 9. marca 2022. Pridobljeno 2. oktobra 2020.
3. ↑  Centerlink. »2008 Community Center Survey Report« (PDF). LGBT Movement Advancement Project. Arhivirano iz prvotnega spletišča (PDF) dne 23. marca 2020. Pridobljeno 29. avgusta 2008.
4. ↑  Shankle, Michael D. (2006). The Handbook of Lesbian, Gay, Bisexual, and Transgender Public Health: A Practitioner's Guide To Service. Haworth Press. ISBN 978-1-56023-496-8. Arhivirano iz prvotnega spletišča dne 6. septembra 2015. Pridobljeno 8. maja 2020.
5. ↑  The Santa Cruz County in-queery, Volume 9, Santa Cruz Lesbian, Gay, Bisexual & Transgendered Community Center, 1996. 1. november 2008. Arhivirano iz prvotnega spletišča dne 10. maja 2013. Pridobljeno 23. oktobra 2011. page 690
6. ↑  »Civilities, What does the acronym LGBTQ stand for?«. The Washington Post. Arhivirano iz prvotnega spletišča dne 3. januarja 2020. Pridobljeno 19. februarja 2018.
7. ↑  Heidi (22. avgust 2022). »The Guide to LGBTQ Acronyms: Is it LGBT or LGBTQ+ or LGBTQIA+?«. The Center (v ameriški angleščini). Pridobljeno 7. julija 2023.